# 응용심리학
응용심리학(應用心理學,Applied psychology)은 일반적인 심리학 이론들을 교육,경제, 정치, 범죄, 경영,산업,스포츠과학 등 다양하게 인간과 관련된 환경에 반영하여 응용한 것이다.

## 응용심리학
응용심리학(Applied psychology)은 심리학에서 심리학의 방법과 결과를 실제 생활이나 실제 문제에 응용하려는 학문. 심리학의 한 분야이다. 산업 심리학, 임상 심리학, 교육 심리학, 범죄 심리학, 건강 심리학 따위가 이에 속한다.

## 같이 보기
- 동물행동학
- 행동경제학